# Михайло-Казимир Рачинський
Михайло-Казимир Рачинський (пол. Michał Kazimierz Raczyński; 1650 — 12 грудня 1737, Познань, Польща) — польський державний діяч, воєвода каліський (1729—1737) і познанський (1737).

## Біографія
Представник польського шляхетного роду Рачинських гербу Наленч. Третій син Зигмунда Рачинського (1592—1662) і Катаріни Єловицької. Брати — Ян Кароль, Франтішек Стефан і Петр Рачинські. Засновник великопольської лінії роду Рачинських.
Спочатку був пов'язаний з Радзивілами, пізніше став прихильником Августа III. З 1689 року займав уряди підсудку гнезинського і познанського. У 1697 року був обраний депутатом на елекційний сейм від Каліського воєводства, де підтримав кандидатуру саксонського курфюрста Августа Сильного на польський престол. У 1710—1720 роках — каштелян гнезінський, в 1720—1729 — калиський. У 1729 році Михайло-Казимир Рачинський був призначений воєводою калиським, а в останній рік життя отримав посаду воєводи познанського.
Один з найбашатших магнатів Великої Польщі. Рід Рачинських добився значного політичного впливу при його внукові, Казимиру Рачинському (1739—1824), який народився через два роки після смерті діда.
Один із засновників монастиря францисканців у Возниках.

## Сім'я
Михайло-Казимир Рачинський був одружений з Христиною Катаріною Теофілею Красовською (1674—1724), від шлюбу з якою у нього було два сини:
- Віктор Рачинський (1698—1764), батько маршала надвірного коронного і маршала Постійної Ради, генерала великопольського.
- Леон Рачинський (1698—1755), генерал-поручик коронних військ.